# Гіпербарична медицина
Гіпербарична медицина (англ. Hyperbaric medicine) — лікування, при якому атмосферний тиск, що перевищує такий на рівні моря, є необхідною складовою. Включає гіпербаричну оксигенацію (ГБО, англ. hyperbaric oxygen therapy / HBOT) — метод лікування насиченням киснем під високим тиском більше атмосферного, що проводиться в особливих медичних пристроях — гіпербаричних барокамерах. Також існує терапевтична рекомпресія (англ. therapeutic recompression) або декомпресія при декомпресійних захворюваннях, яка призначена для зменшення шкідливого впливу системних газових бульбашок шляхом фізичного зменшення їх розміру та забезпечення поліпшення умов для усунення бульбашок і надлишку розчиненого газу. Обладнання, необхідне для гіпербаричного лікування киснем, складається з напірної камери, яка може мати жорстку або гнучку конструкцію, і засобів для доставки 100 % кисню. Операцію проводить навчений персонал, який стежить за пацієнтом і може коригувати сеанс лікування відповідно до необхідності. Гіпербаричну медицину найраніше застосовано в лікуванні кесонної хвороби, надалі вона показала велику ефективність при лікуванні таких захворювань, як газова гангрена, отруєння чадним газом, ботулізмі, деяких ураженнях центральної нервової системи.
Терапевтична декомпресія зазвичай також надається в барокамері. Це остаточне лікування кесонної хвороби, а також може застосовуватися для лікування артеріальної газової емболії, яку спричинює легенева баротравма при спливанні. У надзвичайних ситуаціях водолазів іноді можна лікувати за допомогою декомпресії у воді (коли барокамери немає), якщо є відповідне спорядження для дайвінгу.
Існує ряд схем гіпербаричного лікування як для терапевтичної декомпресії, так і для гіпербаричної терапії інших станів.

## Історичні відомості
Вживання гіпербаричної медицини можна простежити ще в 1600-х роках. Першу відому палату збудував і її використовував британський священнослужитель на прізвище Геншоу. Він побудував структуру під назвою доміцилій, яку застосовували для лікування безлічі захворювань. Камера була або під тиском повітря або без тиску з допомогою міхів. Ідею лікування пацієнтів під підвищеним тиском підхопив французький хірург Фонтен, який збудував мобільну операційну кімнату під тиском у 1879 році. Доктор Орвілл Каннінгем, професор анестезіолог, керував тим, що було відоме як «Лікарня зі сталевою кулькою». Споруда, зведена в 1928 році, мала 6 поверхів і була діаметром 64 фути. У лікарні можна було досягти тиску в 3 атмосфери. Заклад був закритий у 1930 році через відсутність на тоді наукових доказів, які б свідчили про те, що таке лікування полегшує захворювання.
Військові продовжували дослідження з гіпербаричної медицини. Було продемонстровано токсичну дію чистого кисню, що призводив до генералізованих судом, а також його легеневу токсичність, що використовувалось у діяльності водолазів військово-морських сил.

## Обґрунтування методу
Лікувальний принцип ґрунтується на значному підвищенні парціального тиску кисню в біологічних тканинах у порівнянні з тим, як це досягається при диханні чистим киснем під звичайним атмосферним тиском. Збільшуючи атмосферний тиск у барокамері, у плазмі крові може розчинятися більше кисню, ніж це можна було б побачити при звичайному тиску. Ефект створюється в збільшенні кисневої ємності крові: при ГБО транспорт кисню плазмою значно зростає, тоді як при диханні киснем під атмосферним тиском транспорт кисню обмежений ємністю гемоглобіну еритроцитів, а плазма переносить лише незначну частину кисню, оскільки при атмосферному тиску гемоглобін еритроцитів насичений киснем практично до межі, а звичайний шлях перенесення кисню від легень до клітин не може використовуватися понад межу.
Більшість кисню, який переноситься кров'ю, зв'язується з гемоглобіном, що на 97 % насичується при стандартному атмосферному тиску. Однак частина кисню переноситься в розчині, і ця частина збільшується в гіпербаричних умовах завдяки закону Генрі. Тканини в стані спокою витягують 5-6 мл кисню з децилітру крові, коли йде нормальна перфузія. Введення 100 % кисню при нормобаричному тиску збільшує кількість розчиненого в крові кисню до 1,5 мл / дл. При 3-х атмосферах вміст розчиненого кисню становить приблизно 6 мл / дл, що більш ніж достатньо для задоволення клітинних потреб у спокої без будь-якого внеску гемоглобіну. Оскільки кисень знаходиться в розчині, він може досягати тих ділянок, де еритроцити можуть не проходити, а також здатний забезпечити оксигенацію тканин в умовах порушення концентрації або функції самого гемоглобіну.
Гіпербарія в нормальних тканинах спричинює звуження кровоносних судин, але це компенсується підвищеним вмістом кисню в плазмі крові та підвищенням мікросудинного кровотоку. Цей судинозвужувальний ефект зменшує посттравматичний набряк тканин, що сприяє лікуванню травм розчавлювання, синдрому тривалого розчавлювання та опіків.
ГБО збільшує вироблення вільних радикалів кисню, які окислюють білки та ліпіди мембран, пошкоджують ДНК та інгібують метаболічні функції бактерій. ГБО особливо ефективне проти анаеробів і полегшує киснезалежну систему пероксидази, за допомогою якої лейкоцити знешкоджують бактерії.
Зростають докази того, що ГБО змінює рівень прозапальних медіаторів і може притупити запальний каскад.
Оскільки відомо, що ГБО зменшує частоту серцевих скорочень, зберігаючи ударний об'єм, воно може зменшити серцевий викид. У той же час через системну вазоконстрікцію ГБО збільшує перевантаження. Цей комбінований ефект може посилити застійну серцеву недостатність у пацієнтів з тяжкою формою захворювання. Однак клінічно значуще погіршення цієї форми серцевої недостатності буває рідко.

## Системи гіпербаричної оксигенації

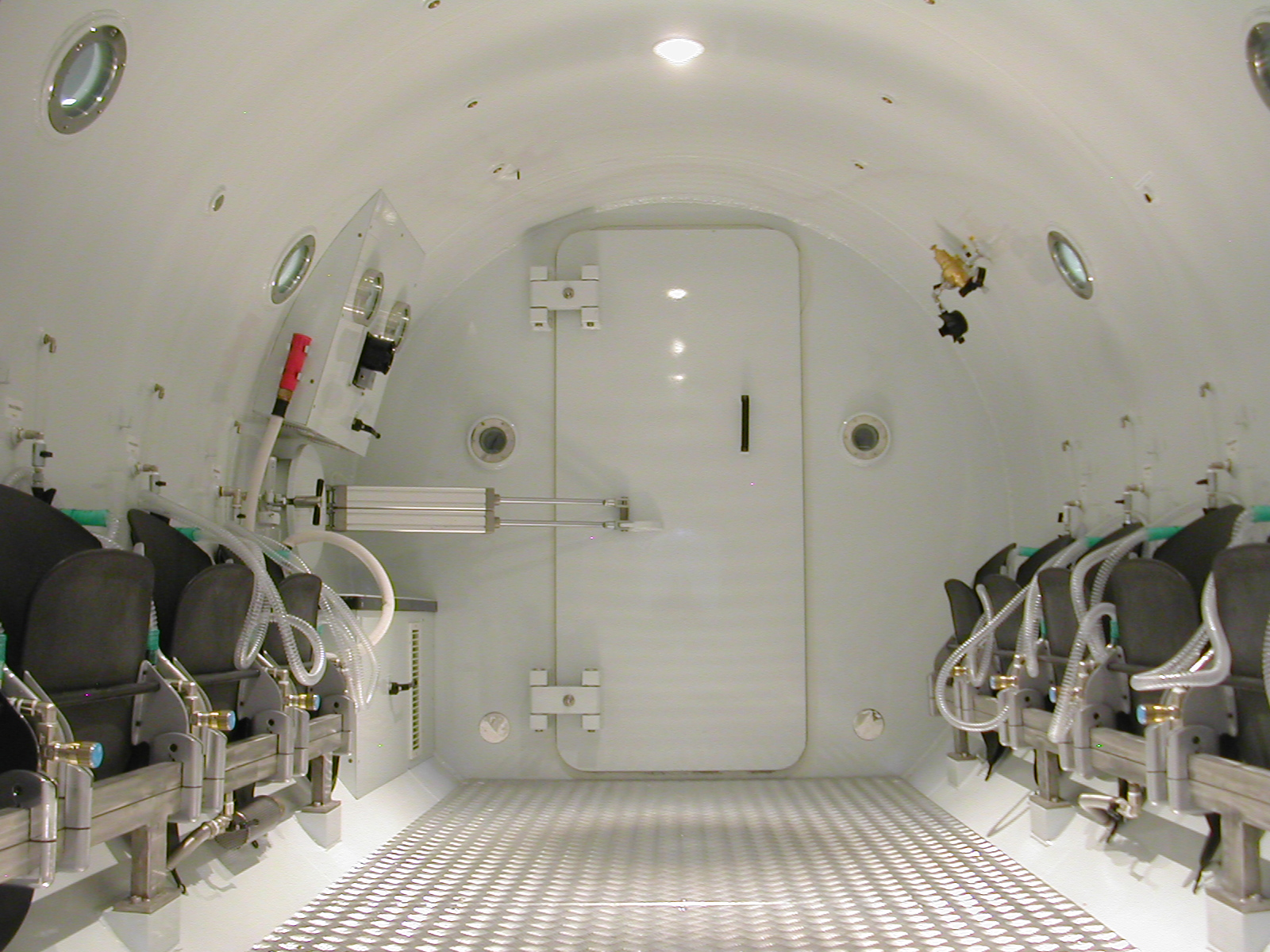
Внутрішній вигляд багатомісної камери для гіпербаричної кисневої терапії, де видно герметичні двері

Коли пацієнту дають 100 % кисню під тиском, гемоглобін насичується, але кров може бути гіпероксигенованою, розчиняючи кисень у плазмі. Пацієнту можна вводити системний кисень через дві основні барокамери: тип А — багатомісна, і тип B — одномісна.
Багатомісні барокамери одночасно вміщують кількох пацієнтів, як правило, з медсестрою або іншим внутрішнім спостерігачем, який стежить за пацієнтами та допомагає в маніпуляціях з обладнанням або в надзвичайних ситуаціях. Пацієнти в багатомісній барокамері дихають 100 % киснем через маску або щільно прилягаючий пластиковий капюшон. Зазвичай багатокамерні барокамери можуть знаходитись під тиском до рівня, еквівалентного приблизно шести атмосферам.
Одномісна барокамера вміщає одну людину, як правило, у лежачому положенні. Газ, який використовується для тиску в посудині, зазвичай є 100 % киснем. Деякі такі барокамери мають у своєму розпорядженні маски для забезпечення альтернативного дихального газу (наприклад, повітря). Медичні працівники спостерігають за пацієнтом під час лікувального сеансу ззовні барокамери. Обладнання залишається поза барокамерою. Через корпус проникають лише так звані внутрішньовенні лінії (для введення лікарських препаратів) та вентиляційні канали. Є також барокамери, які вміщують двох людей. Їхня експлуатація подібна до роботи з одномісною барокамерою.

### Показання для її проведення
- Декомпресійна хвороба.
- Повітряна чи газова емболія.
- Отруєння вуглецем, чадним газом, ціанідом, сірководнем, чотирихлористим вуглецем.
- Газова гангрена.
- Синдром тривалого роздавлювання.
- Посилення загоєння проблемних ран.
- Тяжка анемія внаслідок втрати крові.
- Некротизуючі інфекції м'яких тканин (підшкірна клітковина, м'язи або фасції).
- Рефракторний остеомієліт.
- Внутрішньочерепний абсцес.
- Пошкодження через рентгенівське опромінення тканини (остеорадіонекроз).
- Скомпрометовані шкірні трансплантати та лоскути.
- Термічні опіки.
- Проказа.
- Цукровий діабет.
- Оклюзія центральної артерії сітківки.

Дослідження показали, що ГБО покращує результати лікування, летальність і зменшує рецидив раку голови та шиї. Існує думка, що ГБО покращує слух у пацієнтів із раптовою сенсоневральною втратою слуху, якщо проведена впродовж двох тижнів від дня втрати слуху. Також ГБО може попередити появу шуму у вухах в ті ж часові рамки. ГБО при діабетичних виразках стопи збільшуввала швидкість раннього загоєння свіжої виразки, але, як видається, не дає покращення для загоєння тривало існуючої. Зокрема, різниці у попередженні проведення чи відтермінування ампутації не було. Для венозної чи артеріальної трофічної виразки не виявлено жодних доказів того, що ГБО забезпечує довготривале поліпшення порівняно зі стандартним методом лікування. Є певні докази того, що ГБО ефективна у пізній стадії променевого ураження кісток і м'яких тканин голови та шиї. Деякі люди з променевими травмами голови, шиї або кишки мають при такому лікуванні поліпшення якості життя.

### Протипоказання
- Абсолютні:
  - Пневмоторакс. Цей нелікований стан є єдиним соматичним абсолютним протипоказанням ГБО. Хірургічне лікування пневмотораксу перед сеансом ГБО, якщо це можливо, усуває цю перешкоду для лікування.
  - Не підлягають проведенню ГБО хворі, що отримували медичні препарати: блеоміцин (виникає інтерстиціальний пневмоніт), цисплатин (погіршується загоєння ран), дисульфірам (блокує супероксиддисмутазу, яка захищає від токсичності кисню), доксорубіцин (виникають кардіотоксичні явища), сульфамілон (погіршується загоєння ран).
- Відносні:
  - Гострі респіраторні інфекції, в тому числі й вірусні. ГБО в цій ситуації може призвести до баротравми вуха та здавлювання пазух.
  - Емфізема легень. При цій ситуації внаслідок ГБО може відбутися пневмоторакс.
  - Кісти і порожнини в легенях. Може бути розрив їх.
  - Хронічна обструктивна хвороба легень. Відбувається втрата гіпоксичного активатора дихання в такій ситуації.
  - Уроджений сфероцитоз еритроцитів. Може розвинутися масивний гемоліз.
  - Оперативні втручання на вусі чи легенях в анамнезі. Можлива баротравма або легенева травма.
  - Кардіостимулятори або епідуральна знеболювальна помпа. Можлива несправність або деформація пристрою під великим тиском.
  - Неконтрольована висока гарячка. Через високий ризик виникнення судом під час проведення ГБО.
  - Вагітність. Не до кінця прояснений вплив на плід.
  - Клаустрофобія.

### Ускладнення
- Ятрогенна повітряна емболія.
- Баротравма середнього вуха. Це найпоширеніше ускладнення ГБО, але частота її різна. Пацієнтів доводиться витягати з гіпербаричної камери під час сеансу оскільки неможливо вирівняти в них тиск у середньому вусі; сеанси відновлюються після лікування та тренувань.
- Баротравма пазух носа.
- Баротравма легень.
- Міопія і катаракта.
- Кисневі судоми.
- Декомпресія.
- Клаустрофобія.
- Генетичні ефекти.

## Медична декомпресія

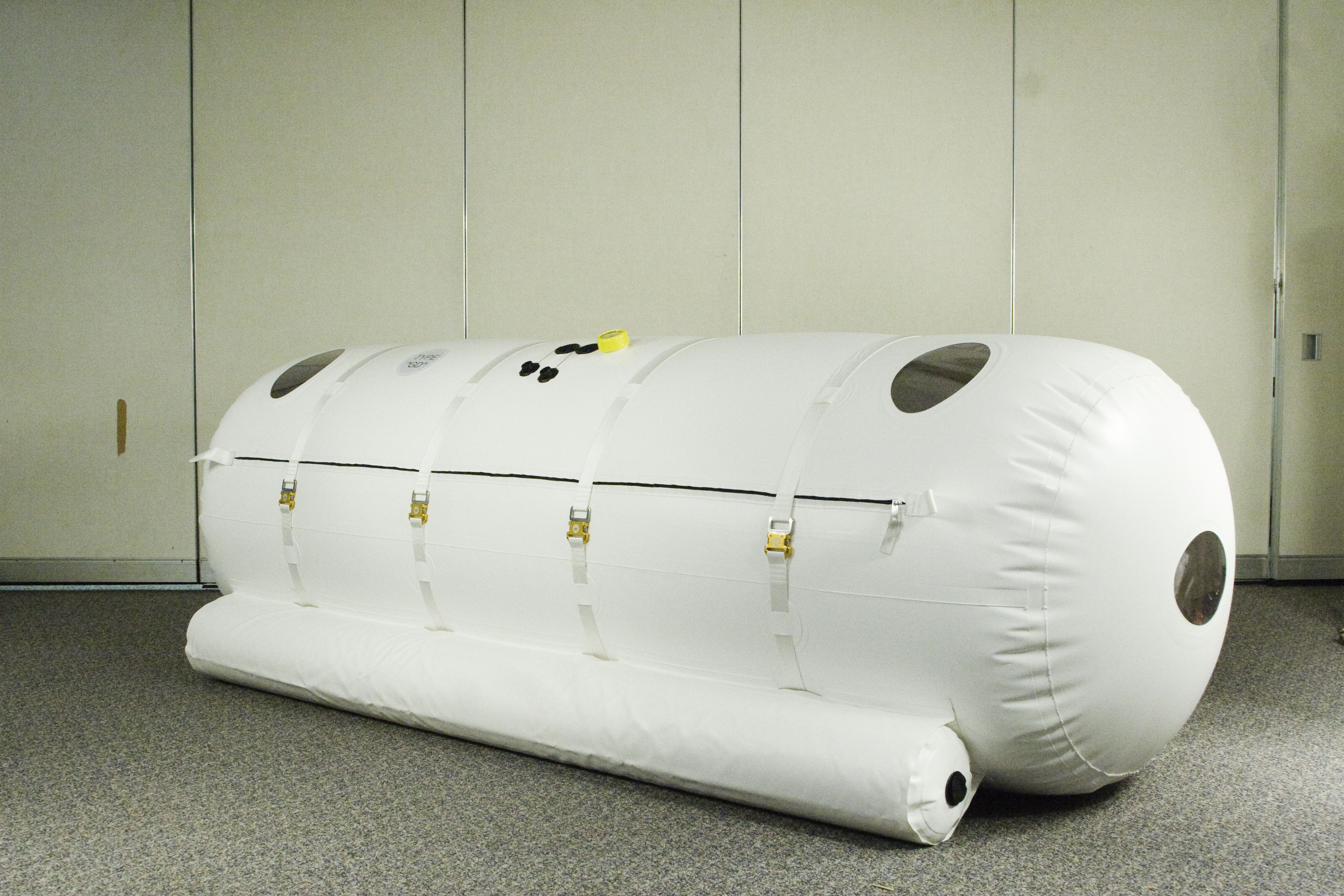
М'яка портативна гіпербарична камера 1000 мм діаметром, яку можна використати в амбулаторних умовах

Інший тип камери — це переносна «м'яка» гіпербарична камера. Вони можуть бути під тиском до 1,5-1,7 атмосфер. Вони мають призначення лише для лікування висотної хвороби. Використання таких барокамер збільшилася, оскільки їх частіше використовують у неприписаних показаннях (англ. off-label).

## Прилади, які лікують киснем, але не належать до барокамер
Місцево кисень (камера типу топокс), вводять через невелику камеру, яка розміщується над кінцівкою і знаходиться під тиском кисню. Пацієнт не дихає киснем, а решта тіла не перебуває під підвищеним тиском. Отже, пацієнт не може отримати перевагу від більшості позитивних ефектів ГБО, які є системними або виникають на рівні глибшому, ніж може проникнути кисень. Топокс заснований на концепції, згідно з якою кисень дифундує через тканини на глибину 30-50 мкм. Цей метод не лікує системні ураження.

## Декомпресійна хвороба

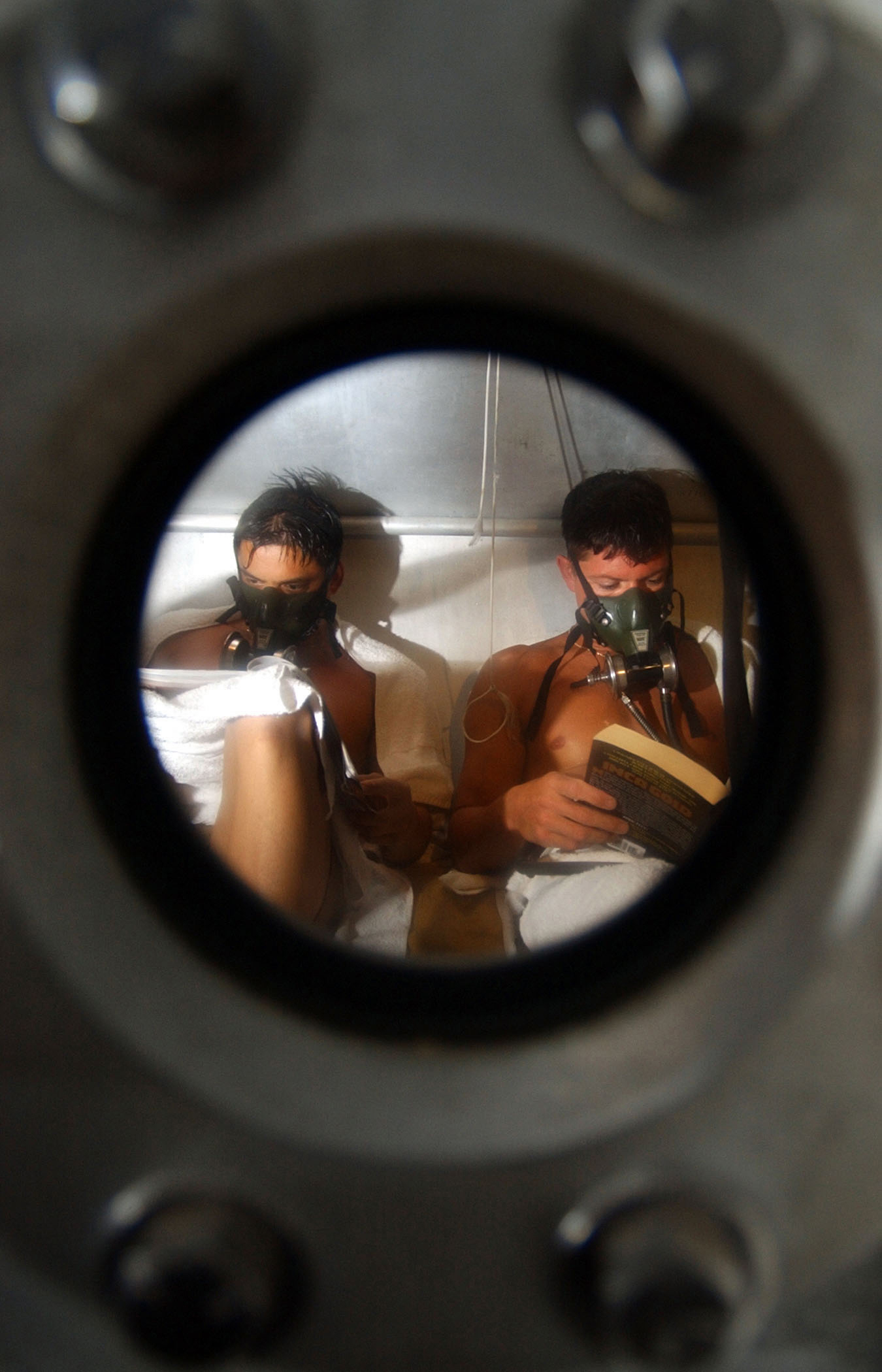
Дайвери проходять декомпресію

Декомпресійна хвороба відноситься до тих, що спричинені заблокованим кровопостачанням, пошкодженням від прямих механічних впливів або пізнішими біохімічними зрушеннями від бульбашок інертного газу, розчиненого в крові або тканинах, які виділяються, коли атмосферний тиск надто швидко знижується. Вона може виникнути після підводного плавання, підйому вверх в атмосфері, внаслідок гіпобаричного або гіпербаричного впливу.
Хвороба має 3 типи:
- Тип I включає ураження опорно-рухового апарату, шкіри та лімфатичної тканини, і часто має супутню втому.
- Тип II включає ураження центральної нервової системи, або периферичної, серцевої, дихальної, системи слуху та вестибулярного апарату.
- Тип III має тяжкі прояви декомпресійної хвороби і повітряної емболії. Деякі випадки є рефрактерними до рекомпресії.

Частка таких випадків виникає через те, що бульбашки газу також можуть травмувати ендотелій судин, що призводить до агрегації тромбоцитів, денатурованих ліпопротеїнів та активації лейкоцитів, спричинюючи порушення цілісності капілярів і прозапалювальні події.
Гіпербарична оксигенація використовується для зменшення розміру бульбашок не просто за рахунок тиску, а й за допомогою градієнта кисню. Згідно із законом Бойля, об'єм бульбашки стає меншим із збільшенням тиску. При 1,8 ATA це лише близько 30 %. Вважається, що бульбашка при декомпресійній хворобі складається з азоту. Коли тканини знаходяться в рівновазі, а потім йде підняття до меншого атмосферного тиску, азот просочується з крові в тканини спричиняючи їх набряк. Під час ГБО пацієнт дихає на 100 % киснем, насичуючи киснем кров, яка має мало азоту. Це створює градієнт азоту між кров'ю і бульбашкою, змушуючи азот стікати з бульбашок у кров, що, по суті, робить набряк тканин меншим.
Напрямком лікування є рекомпресія. Вона все ще залишається остаточним методом лікування, і не було встановлено виключення цього з моменту появи симптомів. Лікування використовує тиск на рівні 60 футів (fsw) протягом двох 20-хвилинних періодів, з повільною декомпресією до 30 футів протягом ще 20 хвилин. Вони залишаються там принаймні ще 2,5 години. Час утримання пацієнта на рівні 60 або 30 футів може бути продовжений залежно від клінічної реакції пацієнта на терапію.

## Повітряна емболія
Повітряна емболія виникає внаслідок появи бульбашок в артеріальному або венозному кровообігу. Венозні бульбашки можуть виникнути в результаті занурення зі стисненим газом під час підводного плавання. Проте при цьому вони часто фільтруються через легеневе капілярне русло. Якщо бульбашки великого об'єму, то вони можуть пройти легеневий фільтр і потрапити до артеріального кровообігу. Артеріальні газові емболії можуть бути результатом й легеневої баротравми, або випадкової внутрішньовенної ін'єкції повітря, або деяких хірургічних процедур. Прояви зазвичай виникають упродовж декількох секунд чи хвилин після емболічної події і можуть включати сплутаність або втрату свідомості, порушення серцевого ритму, зупинку серця. Вибір лікування — рекомпресійна терапія. Раніше газову емболію лікували за допомогою тиску 6 ATA. Обґрунтуванням було те, що більший обсяг газу вимагав збільшення тиску, щоб запустити перерозподіл або елімінацію бульбашок.

## Отруєння чадним газом
Отруєння чадним газом (монооксид вуглецю, СО), навмисне чи випадкове, відбувається при вдиханні безбарвного газу без запаху. Незважаючи на покращення обізнаності стосовно можливості цього, поліпшення сенсорних сигналів, щороку від такого отруєння трапляється багато смертей.
CO зв'язується з гемоглобіном із спорідненістю в 200 разів більшою від кисню. CO також зміщує криву дисоціації кисню вліво (ефект Галдена), що зменшує поглинання кисню тканинами. CO також може зв'язувати цитохромоксидазу aa3 / C і міоглобін. Реперфузійна травма може статися, коли утворюються вільні радикали та йде перекисне окислення ліпідів.
Лікування цього отруєння за допомогою ГБО базується на теорії, згідно з якою кисень конкурентно витісняє СО з гемоглобіну. Під час вдихання кімнатного повітря цей процес триває близько 300 хвилин. Якщо постраждалому надати кисневу неінвазивну підтримку 100 % киснем, то цей час скорочується приблизно до 90 хвилин. З ГБО час скорочується до 32 хвилин. При цьому відновлюється цитохромоксидазу aa3 / C, не виникає перекисне окислення ліпідів. ГБО також зменшує неврологічні наслідки отруєння. Чим раніше почато лікування, тим воно ефективніше. Проте існують суперечності щодо використання ГБО при отруєнні СО.
У пацієнтів з отруєнням СО може спостерігатися незліченна кількість симптомів, які спочатку не сприймаються як притаманні отруєнню СО, оскільки воно вважається «великим маскуванням» інших хвороб. Першими з'являються такі симптоми, як головний біль, зміни зору, запаморочення та нудота. Можуть з'явитися й серйозніші прояви: втрата свідомості, судоми, біль у грудях, виразні зміни ЕКГ, тахікардія та різного ступеню ацидоз. Проведенню ГБО підлягають ті уражені, у кого ризик смерті є високим включаючи вагітність і серцево-судинну дисфункцію, а також ті, у кого проявляються ознаки серйозної інтоксикації, такі як непритомність (незалежно від того, скільки вона триває), неврологічні ознаки або сильний ацидоз. Вагітні жінки часто мають рівень СО, який на 10-15 % нижчий, ніж у плода. Фетальний гемоглобін плода не тільки має вищу спорідненість до CO, але також має іншу криву дисоціації кисню порівняно з гемоглобіном дорослих. Рівень гемоглобіну, приєднаного СО, як правило, погано корелює з симптомами або результатом лікування. Проте багато пацієнтів з рівнем 25-30 %, були вилікувані.
ГБО вводять по 2,5-3 ATA впродовж 60-100 хвилин. Залежно від стану та реакції пацієнта рекомендується від однієї до 5 процедур.

## Посилення загоєння у проблемних ранах
Нормальне загоєння ран має стадії гемостазу, видалення збудників, закінчення запальної реакції, відновлення матриксу сполучної тканини, ангіогенезу та закриття поверхні рани. Проблемні хронічні рани — це ті, що не проходять повністю через певні місцеві та системні фактори пораненого. З цієї причини хронічні рани часто виникають у хворих на цукровий діабет, коли вони формуються на тлі порушення венозного кровотоку у нижніх кінцівках, виразки напруги.
Рани, що не загоюються, як правило, гіпоксичні. На кілька компонентів процесу загоєння рани впливає низька концентрація кисню або градієнти його, що пояснює, чому ГБО може бути ефективною для лікування таких хронічних ран. Також виявлено, що гіпербаричний кисень має пряму та непряму антимікробну активність. Ангіогенез посилюється у відповідь на високу концентрацію кисню. Застосування ГБО при ранах і виразках нижніх кінцівок у хворих на цукровий діабет достовірно зменшує частоту ампутацій.
Слід застосовувати ГБО в комплексі лікування ран. Як й у випадку усіх хронічних рани, інші чинники, що підтримують запалення: як то хвороби великих судин, гіперглікемія, проблеми харчування, забруднення мікроорганізмами, наявність некротичної тканини тощо повинні одночасно розглядатися, щоб були створені найбільші шанси на успішне загоєння та відновлення функціональної здатності.
Оскільки ефекти ГБО для загоєння ран включають клітинну проліферацію та ангіогенез, то прцоедуру, як правило, виконують щодня впродовж мінімум 30 разів. Лікування, як правило, йде з тиском від 2 до 2,4 атмосфер упродовж загальних 90 хвилин 100 % часу дихання киснем. На основі відповіді на цю терапію можуть бути призначені й триваліші курси ГБО.

## Скомпрометовані шкірні трансплантати та клапті
У більшості випадків шкірні трансплантати і клапті зазвичай добре загоюються. Проте у пацієнтів з порушеним кровообігом можуть виникнути проблеми. Хворі на цукровий діабет або васкулопатію іншої етіології та пацієнти, які отримали рентгенівське опромінили тканин, особливо піддаються компрометації клаптя або трансплантата. У цих пацієнтів доведено, що ГБО є корисною. Проте, якщо фонові хвороби у цих пацієнтів не встановлені на початку, первинний клапоть чи трансплантат можуть бути втрачені. Навіть у таких випадках пацієнти можуть отримати значну користь від ГБО для підготовки раневого ложа до іншої процедури трансплантації або накладення клаптя. Тоді процедура має більше шансів на успіх. Унікальним механізмом дії ГБО для збереження порушених клаптів є можливість закриття артеріовенозних шунтів. Крім того, ті ж самі механізми дії, що покращують загоєння ран, як то покращений синтез фібробластів і колагену, ангіогенез, ймовірно будуть нести користь для скомпрометованого трансплантата чи клаптя. Для лікування порушеного трансплантата або клаптя ГБО проводять двічі на день, доки трансплантат або клапоть не стане життєздатним, а потім один раз на день до повного загоєння.

## Травматичний токсикоз
Гостра периферична травматична ішемія включає ті пошкодження, які спричинює травма, що призводить до ішемії та набряків. Травми при роздавлюванні часто призводять до поганого результату через спробу організму впоратися з первинною травмою. Відновлення організмом порушенного кровотоку часто призводить до посилення травматичного токсикозу. Переваги ГБО для лікування цього стану включають гіпероксигенацію за рахунок збільшення кисню в плазмі. Також відбувається зменшення кровотоку, що дозволяє капілярам розсмоктувати зайву рідину, зменшується набряк. Оскільки градієнт оксигенації заснований на кровотоці, напруга кисневого поширення може бути повернута, що дозволяє захисним системам нормально функціонувати. Пошкодження реперфузії зменшуються, оскільки ГБО дає можливість зруйнувати окислювальні радикали.
Компартмент-синдром також є результатом травми, що виникає, коли тиск в уражених місцях перевищує капілярний перфузійний тиск. Ступінь ураження тканин одразу після травми незрозумілий, навіть після хірургічного втручання. ГБО не рекомендується застосовувати під час ранньої стадії травматичного пошкодження, коли компартмент-синдром ще не розвинувся, проте може насуватися. У наступній стадії ГБО якраз показане, коли з'являються об'єктивні ознаки (слабкість, біль при пасивному розтягуванні, напруження уражених місць). Після того, як пацієнту здійснена фасціотомія, ГБО може бути використана для зменшення ураження.
ГБО слід розпочинати якомога швидше, в ідеалі — впродовж 4-6 годин з моменту отримання травми. Після невідкладного хірургічного втручання пацієнт повинен пройти ГБО при 2-2,5 атм упродовж 60-90 хвилин. Упродовж наступних 2-3 днів ГБО проводиться 3 рази на день, потім двічі на день упродовж 2-3 днів, а потім щодня впродовж наступних 2-3 днів.

## Некротичні ураження м'яких тканин
Вони можуть бути одиничними аеробними або анаеробними ураженнями, але частіше мають змішаний характер, що часто розвиваються внаслідок травм, хірургічних ран або потрапляння сторонніх тіл чи речовин, включаючи підшкірне та м'язове введення забруднених саморобних наркотичних речовин. Часто спостерігаються ці ураження у скомпрометованих пацієнтів, які страждають на цукровий діабет чи іншу васкулопатію. Виникає некротичний фасціїт, клостридіальний і неклостридіальний міонекроз, гангрена Фурньє. Незалежно від глибини ураження тканин, ці хвороби мають подібну патофізіологію, яка включає місцеву гіпоксію тканин, що посилюється вторинним оклюзійним ендартеріїтом.
Внутрішньосудинна секвестрація лейкоцитів є поширеною при цих ураженнях, опосередкованих токсинами цих мікроорганізмів. Клостридіальний тета-токсин є одним із таких токсинів. Всі ці фактори в сукупності створюють середовище для мікроорганізмів продовжувати споживати залишок кисню, і це сприяє розмноженню анаеробів.
ГБО в такий ситуації пригнічує зростання анаеробних бактерій. Також покращує поліморфно-ядерну функцію та бактеріальний кліренс. ГБО може зменшити скупчення нейтрофілів на основі пригнічення функції бета-2 інтегрину.
У разі клостридіального міонекрозу ГБО може зупинити вироблення альфа-токсину. Зрештою, певні дані свідчать про те, що ГБО може сприяти проникненню або дії антибіотиків декількох класів, як то аміноглікозиди, цефалоспорини та амфотерицин В.

## Внутрішньочерепний абсцес
Ураження як субдуральну та епідуральну емпієму, так і абсцес головного мозку. ГБО має безліч механізмів, що роблять його корисним як допоміжну терапію при цих ураженнях. ГБО створює високу напругу кисню в тканинах, що допомагає запобігти анаеробному росту бактерій, включаючи організми, які зазвичай обумовлюють ці процеси. ГБО також може сприяти зниженню підвищеного внутрішньочерепного тиску, і вважається, що його ефекти більш виражені при перифокальному набряку мозку. ГБО може посилити імунну систему хворого та впливати на остеомієліт. Особливо ГБО допомагає пацієнтам, які мають множинні абсцеси; абсцес у глибокому або домінантному розташуванні, імунна система яких порушена, яким хірургічна операція протипоказана, які виявляють неадекватну відповідь на стандартне хірургічне лікування та антибіотикотерапію.
ГБО призначають по 2,0-2,5 атм упродовж 60-90 хвилин на сеанс. Можуть призначатися 1-2 сеанси на день. Оптимальна кількість процедур не визначена.

## Відстрочена радіаційна травма
Променева терапія спричинює гострі, підгострі та уповільнені травми. Гострі та підгострі, як правило, є обмеженими. Однак ушкоджень, що проходять тривало, часто набагато складніше піддаються лікуванню і іноді можуть з'являтися через 6 місяців — роки після лікування. Як правило, ураження спостерігаються після мінімальної дози у 6000 сентігрей. Хоча це нечасто, ці пошкодження можуть спричинити руйнівну хронічну хворобу у пацієнтів. Ураження, як правило, поширюються на м'які тканини разом з пошкодженнями твердих тканин як то остеорадіонекроз.
Хоча точний механізм уповільненої променевої травми все ще вивчається, проте загальновизнане пояснення полягає в тому, що облітеруючий ендартеріїт і тканинна гіпоксія призводять до вторинного фіброзу. ГБО вперше була використана для лікування остеорадіонекрозу нижньої щелепи. Успішність ГБО у лікуванні цього процесу призвів до його використання також при радіонекрозі м'яких тканин.
- На I стадії остеорадіонекрозу проводяться 30 сеансів ГБО, а потім здійснюється повторна оцінка впливу ГБО на стан кістки, грануляцію та резорбцію нежиттєздатної кістки. Якщо реакція сприятлива, можна розглянути призначення ще 10 сеансів.
- На II стадії остеорадіонекрозу пацієнт, який раніше мав I стадію з неповною відповіддю або не реагував на лікування має бути підданий трансоральній секвестректомії з первинним закриттям рани з подальшим додатковим призначенням 10 процедур ГБО.
- На III стадії пацієнт, у якого в попередніх стадіях лікування не мало успіху, або є ротошкірний свищ, патологічний перелом чи резорбція до нижньої межі нижньої щелепи отримує 30 сеансів ГБО, черезшкірну резекцію нижньої щелепи, закриття рани та фіксацію нижньої щелепи, після чого проводяться додаткові 10 післяопераційних сеансів ГБО.
- На IIIR стадії після успішної операції реконструкції щелепи проводиться ще 10 сеансів ГБО.

Наріжним каменем терапії є початок і продовження (якщо це можливо) ГБО до будь-якого хірургічного втручання, а потім відновлення ГБО якомога швидше після операції. Тільки так достатньо часу для ангіогенезу, що підтримає післяопераційне загоєння. Для пацієнтів з історією значного опромінення, але без оголених кісток, які потребують хірургічного втручання в ротовій порожнині, рекомендується 20 процедур ГБО до операції та 10 процедур безпосередньо після операції.
Хоча радіонекроз м'яких тканин є рідкісним, він спричинює значну захворюваність залежно від місця пошкодження. Всі ці травми призводять до значного місцевого болю.
Вияснено, що побоювання стосовно можливої стимуляції ГБО ангіогенезу злоякісного новоутворення в цій ситуації є перебільшеними.
Променевий цистит, як і променевий проктит здатні призвести до серйозних крововтрат із симптоматичною анемією. Радіонекроз шиї та гортані може призвести до дисфагії та дихальної обструкції. На опроміненій шкірі виникають болючі некротичні рани, що не загоюються при застосуванні стандартного лікування ран.

## Рефрактерний остеомієліт
Це гострий чи хронічний остеомієліт, що не виліковується після відповідних стандартних втручань. Найчастіше рефрактерний остеомієліт спостерігається у скомпрометованих фоновими хворобами пацієнтів. Цей стан часто призводить до незагойних ран і, в гіршому випадку, до тяжкого перебігу, коли кінцівки потребують ампутації.
Унікальний механізм, за допомогою якого ГБО діє при остеомієліті, полягає у сприянні функції остеокластів. Резорбція ураженої некротичної кістки остеокластами залежить від кисню. Крім того ГБО сприяє проникненню антибіотичних препаратів. Також спричинені ГБО неоваскуляризація та притуплення запальної реакції, ймовірно, забезпечують додаткові переваги цьому методу лікування.

## Термічні опіки
Термічні опіки спричинюють багатофакторне пошкодження тканин, що завершується вираженою запальною реакцією із судинним розладом від активованих тромбоцитів та адгезією білих клітин з набряком, гіпоксією та вразливістю до тяжкої інфекції. Неадекватна функція лейкоцитів, спричинена місцевим середовищем, посилює цю проблему. ГБО корегує кожний з цих патофізіологічних розладів і може суттєво покращити результати лікування хворих.
З огляду на цілі лікування, ГБО починають якомога швидше після отримання опіку з метою проведення трьох процедур протягом перших 24 годин, а потім двічі на день. Тривалість лікування залежить від клінічних проявів у пацієнта та обсягу й реакції на трансплантацію шкіри. Особлива увага повинна бути приділена контролю рідини та температурі в ГБОкамері та пацієнту, щоб уникнути надмірного фізіологічного стресу для нього, а також потенційних ускладнень лікування.

## Тяжка анемія
Пацієнти, у яких розвивається така анемія, значно втрачають здатність кисню нести кров. Ці пацієнти стають кандидатами на ГБО, коли вони не можуть отримувати препарати крові з релігійних чи медичних причин. Основним носієм кисню в крові людини є гемоглобін, транспортуючи 1,34 мл кисню на грам. Тіло зазвичай використовує 5-6 об.% (мл O2 на 100 мл крові); при дії 3 атмосфер у плазмі може бути розчинено 6 об.% молекулярного кисню. ЦНС і серцево-судинна система — це дві найбільш чутливі до кисню системи в організмі людини.
Кисневий борг — це один із способів визначити потребу пацієнта розпочати або продовжити ГБО. Кумулятивний борг кисню — це інтеграл часу обсягу споживання кисню, виміряний під час та після шоку, мінус базовий рівень, необхідний протягом того самого інтервалу часу. Хвори, у яких борг перевищує 33 л/м2, не виживають, тоді як пацієнти з боргом ≤9 зазвичай одужують.
ГБО здійснюють по 2-3 ATM до чотирьох годин на сеанс. Залежно від клінічних проявів хворого може знадобитися 3-4 сеанси на день. Лікування слід продовжувати до тих пір, поки хворий не зможе отримати препарати крові, звільниться від кінцевої недостатності органів або більше немає кисневого боргу.

## Оклюзія центральної артерії сітківки
Це раптова, безболісна втрата зору, спричинена обструкцією центральної артерії сітківки, і хоча є нечастою, проте може спричинити постійну втрату зору. Сучасне лікування цього стану складається із спроб знизити внутрішньоочний тиск і переміщення потенційної емболії нижче по судинах, очного масажу, парацентезу передньої камери та ліків (як очних крапель, так і пероральних). Більшість способів виявилися неефективними.
Відбір пацієнтів для ГБО повинен відповідати наступним критеріям:
- не пізніше 24 годин від безболісної втрати зору,
- відсутність спалахів або сплесків до втрати зору,
- гострота зору 10 % або гірше,
- вік старше 40 років та відсутність недавньої хірургічної операції або травми.

Про покращення повідомлялося навіть при затримці початку ГБО.

## Ботулізм
У патогенезі ботулізму велике значення належить тотальній гіпоксії. Визначають ефективність ГБО при ботулізмі, особливо — при рановому. Цей вид терапії дає можливість тканинам, особливо ЦНС, без посередників сприймати 100 % кисень під підвищеним парціальним тиском, навіть в умовах тяжкої гістотоксичної гіпоксії, таким чином нівелюючи гіпоксичний вплив ботулотоксину. Крім того значно підвищується киснева ємність крові, що зменшує гемічну гіпоксію. Хворому поряд з іншими методами лікування проводять щоденні 7 —10 сеансів ГБО від 45 хвилин до 1,5 годин при парціальному тиску 1,4—1,7 атм.

## Ідіопатична раптова сенсоневральна глухота
Є відносно рідкою причиною сенсоневральної втрати слуху щонайменше на 30 дБ на трьох суміжних частотах протягом трьох днів. Поширеною скаргою у 90 % пацієнтів є шум у вухах, як правило, односторонній. Хворі можуть також відчувати переповненість, відчуття закупорки слухового проходу або запаморочення.
Вважається, що така глухота пов'язана з гіпоксією внутрішнього вуха, тому що вушна раковина потребує великих запасів O2. ГБО підвищує парціальний тиск кисню (pO2) у внутрішньому вусі. Виявлено значне поліпшення стану у пацієнтів, які отримували ГБО.
При проведенні ГБО найкращі результати бувають упродовж 14 днів з моменту початку хвороби. Пацієнт повинен пройти обстеження, яке включає аудіологічні та візуалізаційні дослідження. Якщо протипоказань не відзначено, також рекомендуються перорально глюкокортикостероїди. ГБО призначається по 1,5-2,5 атм упродовж 90 хвилин на день по 15-20 процедур.

## Бісфосфонатний асоційований остеонекроз
Бісфосфонати широко використовуються для лікування метастатичного раку кісток, остеопорозу, хвороби Педжета та гострої гіперкальціємії. Точний механізм, що призводить до остеонекрозу, невідомий. Однак бісфосфонати зв'язуються з кісткою та включаються в кістковий матрикс. Під час ремоделювання кісток вони поглинаються остеокластами, що спричинює загибель клітин. Вони також інгібують опосередковану остеобластами остеокластичну резорбцію та мають антиангіогенні властивості. Внаслідок цього пригнічується кістковий оборот, відповідно фізіологічна перебудова йде в'яло. Найбільш вразливим місцем є щелепа.
Наразі немає надійного лікування цього стану. Тематичні дослідження з використанням ГБО для лікування остеонекрозу, асоційованого з бісфосфонатами, спонукали пілотне дослідження із сприятливими результатами. Тому надалі проводиться рандомізоване клінічне дослідження для оцінки ефективності ГБО в цій клінічній ситуації.

## Ускладнення введення косметичного наповнювача
Уражена тканина після ін'єкції косметичних наповнювачів є негайним і потенційно руйнівним ускладненням. Наповнювачі можуть бути з різних матеріалів, таких як гіалуронова кислота, гідроксил апатит кальцію та полі-L-молочна кислота. Найчастіше компрометація наповнювача виникає в результаті помилкового введення його в артерію, спричинюючи тим самим оклюзію через тромб або емболію. Оклюзія може відбуватися як в антероградному, так і в ретроградному напрямку, або одразу в обох. Інша можливість виникнення ускладнення — стиснення судини через впорскування занадто великої кількості продукту в область, що оточує судину. Ішемія наповнювачем є негайним ускладненням, яке можна розпізнати за гострим бланшуванням тканини, можливо, лише в місці ін'єкції, або воно може охоплювати значно більшу площу. Тканина може швидко тьмяніти із затримкою капілярного заповнення.
Якщо оклюзія триває, може статися некроз шкіри. Зазвичай це супроводжується болем; у міру того, як скомпрометована тканина стає більш некротичною, це стає більш болючим. Багато наповнювачів містять лідокаїн, і це допомагає від болю, але не полегшує біль, пов'язаний з некрозом тканин.
ГБО при цьому використовується для продовження оксигенації ураженої тканини до тих пір, поки організм не зможе сам прибрати оклюзію (з природною гіалуронідазою) або не розпочати новий ангіогенез на місці ураження. У плазмі достатньо розчиненого кисню, щоб підтримувати життя тканини лише дифузією. ГБО слід застосовувати разом з іншими методами лікування, такими як гіалуронідаза, фізіологічний розчин, глюкокортикостероїди та аспірин.

## ГБО для лікування неспецифічного виразкового коліту і хвороби Крона
Для перебігу цих хвороб характерним є утворення виразок на слизовій оболонці кишок. Загострення неспецифічного виразкового коліту (НВК) і хвороби Крона перебігає з підвищенням частоти дефекацій та з або без нижньої шлунково-кишкової кровотечі. Ці прояви усуваються шляхом індукції загоєння слизової та зменшення запалення. Існує багато варіантів лікування та ліків, але вони спрацьовують не для всіх людей. Внаслідок хронічного запалення виникає гіпоксія слизової оболонки.
Корисність ГБО для лікування запальних захворювань кишечника до недавнього часу не привертало уваги, і його використання в цій ситуації ще недостатньо добре вивчено. Наразі ГБО не входить до відомих протоколів лікування цих хвороб, хоча визнається, що ГБО може бути корисним.
Вважається, що ГБО знижує запальний процес і покращує оксигенацію тканин. Типові процедури проводяться один раз на день протягом 30-40 процедур.

## ГБО в експериментальному лікуванні коронавірусної хвороби 2019
Наразі ГБО використовується off-label для лікування хворих на коронавірусну хворобу 2019 за наявності пневмонії. На додаток до ефективної доставки кисню до пацієнтів, які можуть страждати двосторонньою пневмонією та виявляти невідповідність вентиляційної перфузії через емболії та мікроемболи, що перешкоджають адекватній перфузії функціональних бронхо-альвеолярних структур. ГБО, як показано, пом'якшує запальні реакції. Більша частина патогенезу коронавірусної хвороби 2019 зумовлена надмірною активною імунною реакцією, що спричинює запалення, яке стає основною причиною подальших тяжких наслідків.
Проводиться багатоцентрове дослідження, яке досліджує можливості ГБО у дорослих хворих із середньотяжкою формою коронавірусної хвороби 2019, що потрапили і потрапляють до лікарні, потребуючи кисню та принаймні маючи два факторів ризику для збільшення захворюваності та смертності. Медичне товариство підводної та гіпербаричної медицини (UHMS) публікує заяву про позицію, що періодично оновлюється, щодо ГБО та лікування коронавірусної хвороби 2019.